# Fernando Merlo

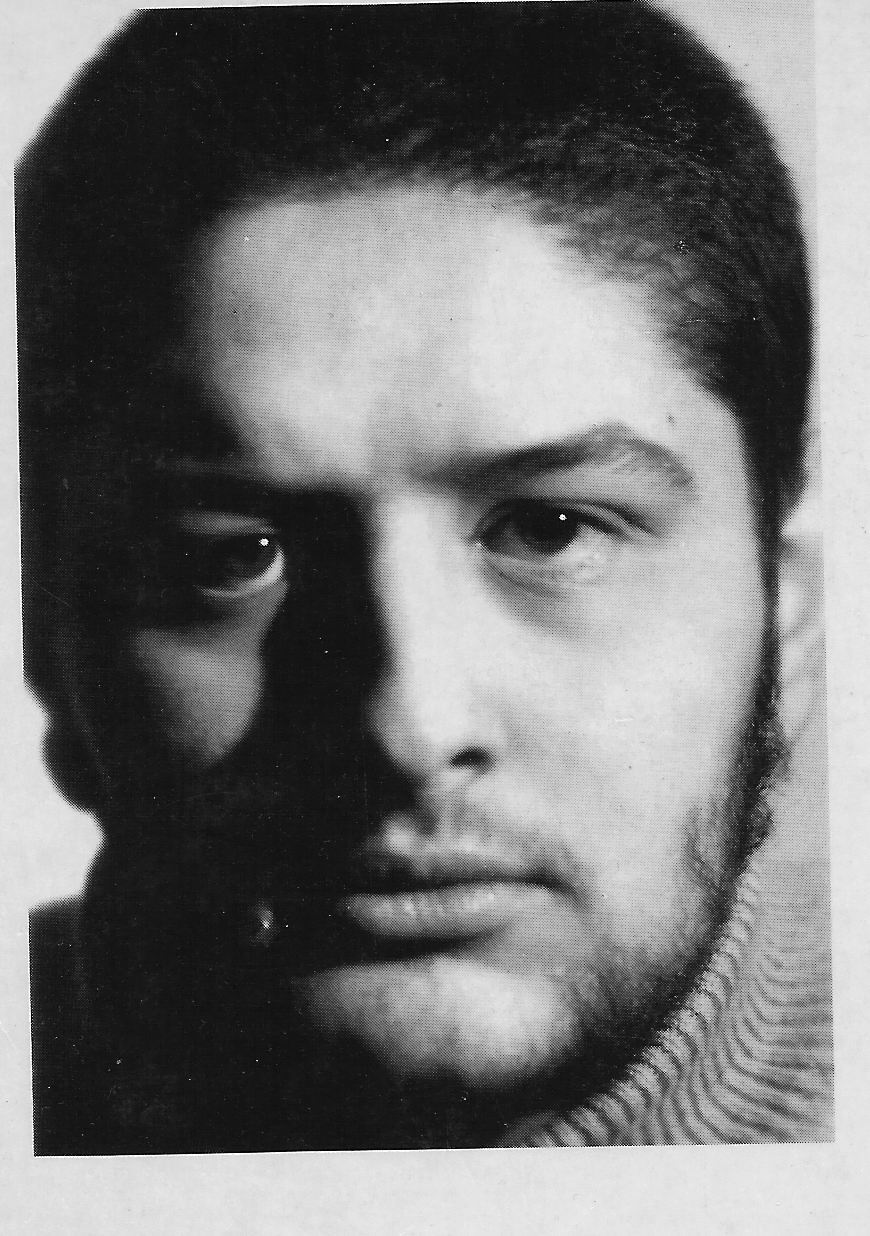
Fernando Merlo, 1973

Fernando Merlo fue un poeta español nacido en Málaga en 1952 y fallecido en 1981.
De estética transgresora, marcada por el experimentalismo vanguardista y una profunda voz personal de desafío y desgarro,  inició su trayectoria poética en 1970 con la publicación de dos libros: Al son de mi guitarra y Cartas a Elvira y a Iska (este último en colaboración con Juan Domínguez). Dejando atrás la poética de corte realista y de denuncia que sustentaba estas entregas primerizas, Merlo encontró en las fórmulas neovanguardistas el cauce idóneo para plasmar una expresividad propia, impregnada de autoafirmación desafiante y de oculta ternura.
En 1973, en edición que incluía otras obras del artista José María Báez, publica Trepanación, libro en donde lleva hasta su último término la experimentación rupturista, y que significaría el abandono momentáneo de la escritura poética. Hacia 1980, sin embargo, Merlo decide recopilar, una vez corregido y revisado, el conjunto de su obra poética, al que titula Escatófago. En 1981, poco tiempo antes de morir, escribe los sonetos "A sus venas" y "Oasis" que cimentaron su fama como poeta yonqui y contracultural.
Tras su muerte, acaecida en octubre de 1981, se publicó Escatófago (Córdoba, 1983), con la inclusión de los dos sonetos últimos. Reeditada en 1992 y en 2004, la obra de Merlo se ha consolidado entre las más singulares de la llamada "generación del 68".

## Obra
- Al son de mi guitarra, Málaga, Edición Ángel Caffarena, 1970.
- Cartas a Elvira y a Iska,  Edición Ángel Caffarena, 1970.
- Trepanación, Málaga, 1973.
- Escatófago, Córdoba, 1983. ISBN 8439800673
- Nafa, Madrid, Cuadernillos de la Merced, 1989.
- Escatófago,  Madrid, Ediciones Libertarias, 1992. ISBN 8476831374
- Escatófago, Málaga, Centro Cultural de la Generación del 27, 2004. ISBN 8477856001
- Todo está roto a la perfección. Antología, Málaga, 2014.
- Tibias cobras de veneno breve. Sonetos completos , Málaga, Inglada ediciones, 2018.

## Antologías
- Cien del sur sobre la épica, Colección Zumaya, Universidad de Granada, Granada, 1975. ISBN 84-600-68-40-4
- Breviario de poesía malagueña contemporánea, Edición Ángel Caffarena, Málaga, 1975
- Antología de la poesía malagueña contemporánea, Colección Peñaverde, Málaga, 1975. ISBN 84-400-9164-8
- Degeneración del 70. Antología de poetas heterodoxos andaluces, Córdoba, Antorcha de Paja, 1978. ISBN 84-300-0363-0.
- Poemas del arco nocturno. Antología (Nueve poetas), Málaga, Abén Humeya, 1983.
- "7 poetas malagueños", Poesía, número 33, Madrid , Ministerio de Cultura, 1990.
- Del paraíso a la palabra, Málaga, Aljibe,2003. ISBN 84-9700-146-X.
- Centuria, Madrid, Visor, 2004.  ISBN 8475229131
- Y habré vivido. Poesía andaluza contemporánea, Málaga, Centro Cultural Generación del 27, 2011. ISBN 9788477859055
- Antología del túnel. 4 poetas adversativos, Málaga, ETC, 2017. ISBN 9788494680816